# Карандаш
Каранда́ш (тюрк. karadaş, «кара» — чёрный, «даш» — камень, досл.: «чёрный камень») — инструмент в виде стержня, изготавливаемого из пишущего материала (угля, графита, сухих красок и тому подобного), применяемый для письма, рисования, черчения, маркировки, разметки (в строительстве и на производстве), а также в косметических и других похожих целях. Часто, в целях удобства, пишущий стержень карандаша вставляется в специальную оправу.

## Происхождение слова
Существует легенда, что слово карандаш изначально было именем основателя компании по производству карандашей. Швейцарский предприниматель Арнольд Швейцер (1885—1947) действительно основал компанию Caran d’Ache в 1915 году, назвав её в честь знаменитого французского карикатуриста Прекрасной эпохи, Эммануэля Пуаре. Однако псевдоним Caran d’Ache, выбранный Пуаре, сам по себе был транскрипцией слова «карандаш», уже существовавшего в русском языке на тот момент.

## Виды карандашей
Карандаши принято делить на простые и цветные. Простой карандаш имеет графитовый грифель и пишет серым цветом с оттенками от светлого до почти чёрного (зависит от твёрдости графита).
Оправа грифеля может быть деревянной, пластиковой, бумажной, верёвочной. Такие карандаши считаются одноразовыми. Иногда на обратном конце карандаша укреплён ластик в обойме.
Новый одноразовый карандаш с деревянной или пластиковой оправой грифеля перед первым применением часто требуется заточить (очинить). В процессе применения грифель изнашивается или ломается, и для продолжения работы требуется повторная заточка. Специально для этого предназначена точилка для карандашей.
Карандаш с деревянной и пластиковой оправой грифеля может иметь круглое, шестигранное, треугольное (с закруглёнными углами) сечение. Строительные карандаши имеют овальное или прямоугольное со скошенными углами сечение и плоский грифель.
Помимо одноразовых карандашей существуют многоразовые механические карандаши со сменными грифелями, удерживаемыми цанговым или другим зажимом.

### По пишущему материалу

#### Графитовые карандаши
Наиболее распространённый тип карандашей, в которых стержень заключён в дерево. Сделаны из смеси глины и графита; тон варьируется от светло-серого до чёрного. Состав позволяет создавать ровный однородный рисунок.

#### Цельнографитные карандаши
Цельнографитные карандаши — сплошные палочки из смеси графита и глиняного композита (как и в графитовом карандаше), не включающие в состав древесины или какого-либо другого обрамляющего стержень материала: у них нет оболочки, кроме обёртки, лакового покрытия или этикетки. Диаметром около обычного карандаша; используются главным образом в художественных целях, так как отсутствие корпуса позволяет легче покрывать большие пространства, создавать различные эффекты и обеспечивает бо́льшую экономию при использовании карандаша. Доступны в том же диапазоне тонов, что и деревянные графитовые карандаши. Жидкие графитовые карандаши — карандаши, которые пишут как ручки.

#### Угольные карандаши
Сделаны из древесного угля и дают более насыщенный чёрный цвет, чем графитовые карандаши, но имеют тенденцию к лёгкому размазыванию и являются более абразивными, чем графит. Традиционно делались из смеси глины и сажи, но иногда смешиваются с углём или графитом в зависимости от тона и производителя. Дают более тёмный тон, чем графитовые карандаши, но более гладкий рисунок, чем древесный уголь. В истории изобразительного искусства угольный карандаш называли итальянским (реже французским), поскольку он был особенно востребован итальянскими художниками XVI—XVII веков.
Иногда итальянский карандаш отождествляют с чёрным мелом и соусом, хотя технологии приготовления этих материалов различаются. В старое время, до эпохи фабричного производства, художники приготовляли угольные карандаши, сангину, пастель и соус самостоятельно. Угольные карандаши делали из смеси дроблёной жжёной кости и растительного клея с обжигом в домашней печи. Итальянский карандаш натурального происхождения, или «чёрный мел», состоит из глинистого сланца. Он представляет собой разновидность болюса и имеет красивый серебристо-серый тон.

#### Цветные карандаши
Имеют воскоподобный стержень с красящим пигментом и другими наполнителями. Несколько цветов часто смешиваются вместе.

#### Жировые карандаши
- Могут быть как чёрно-белыми, так и цветными, а также металликами.
- Пишут практически на любой поверхности (включая стекло, пластик, металл и фотографии).
- Наиболее часто встречающиеся жировые карандаши имеют в качестве оболочки бумагу (Berol и Sanford Peel-off), но также могут иметь деревянный корпус (Staedtler Omnichrom).

#### Акварельные карандаши
Предназначены для использования с техникой акварели. Могут быть использованы для создания чётких, жирных линий. Стержень растворим в воде; штрихи, сделанные карандашом, также можно насытить водой и размыть кистью.

#### Копировальные карандаши
В прошлом выпускался особый вид графитных карандашей — копировальные (обычно называемые «химическими»). Для получения нестираемых следов в стержень копировального карандаша добавлялись водорастворимые красители (эозин, родамин или аурамин). Заполненный химическим карандашом документ смачивался водой и прижимался особым прессом (упоминается, скажем, в «Золотом телёнке») к чистому листку бумаги. На нём оставался отпечаток (зеркальный), который подшивали в дело.
Копировальные карандаши широко использовались и в качестве дешёвой и практичной замены чернильных ручек.
Изобретение и распространение шариковых ручек и копировальной бумаги обусловило снижение и прекращение производства такого вида карандашей.

### Твёрдость карандашей
Карандаши различаются по твёрдости грифеля, которая, как правило, указана на карандаше и обозначается буквами М (или B (от англ. blackness, дословно — «чернота») — мягкий и Т (или H (от англ. hardness, дословно — «твёрдость») — твёрдый. Стандартный (твёрдо-мягкий) карандаш обозначается сочетаниями ТМ или HB. Буква F (от англ. fine point, дословно — «тонкость») обозначает средний тон между НВ и Н. Тон у карандашей одной маркировки может меняться в зависимости от фирмы.
В отличие от Европы и России, в США для указания твёрдости используется числовая шкала.
| Оттенок | США | Европа | Россия |
| ------- | --- | ------ | ------ |
|         | #1  | B      | М      |
|         | #2  | HB     | ТМ     |
|         | #2½ | F      | -      |
|         | #3  | H      | Т      |
|         | #4  | 2H     | 2Т     |

|               |    |    |    |    |    |         |         |         |         |    |   |    |    |    |              |              |              |    |    |
| 9H            | 8H | 7H | 6H | 5H | 4H | 3H      | 2H      | H       | F       | HB | B | 2B | 3B | 4B | 5B           | 6B           | 7B           | 8B | 9B |
| Самый твёрдый | →  | →  | →  | →  | →  | Средний | Средний | Средний | Средний | →  | → | →  | →  | →  | Самый мягкий | Самый мягкий | Самый мягкий |    |    |

## Производство
Несмотря на кажущуюся простоту карандаша, процесс его производства является сложным и требует разнообразных материалов для изготовления (в зависимости от способа производства и требований к конечному продукту), а именно: белая глина (каолин), графит, связывающее вещество (из варёного крахмала для графитовых, на основе целлюлозы для цветных). После жарки грифели помещают в масло (кокосовое, подсолнечное), расплавленный воск, парафин, стеарин, жир (пищевые, кондитерские). Необходимы также древесина для дощечек (ольха, тополь (низкое качество), липа (среднее качество), сосна, кедр, джелутонг (высокое качество)), клеи для скрепления (ПВА, синтетические (SV проклейка)), краска (пигменты для грифелей, для конечной покраски).
Всё это делает производство крайне зависимым от поставщиков сырья и от ресурсной базы.
Для производства дощечек можно использовать высококачественную древесину — кедр — дерево, которое плодоносит в течение 250 лет своей жизни, после чего начинает постепенно умирать в течение ещё 250 лет, что позволяет использовать такие деревья в производстве, освобождая пространство для молодняка.

## История карандаша
Начиная с XIII века художники использовали для рисования тонкую серебряную проволоку, которую припаивали к ручке или хранили в футляре. Такой тип карандаша называли «серебряный карандаш». Этот инструмент требовал высокого уровня мастерства, так как стереть начертанное им невозможно. Другой его характерной особенностью было то, что со временем серые штрихи, нанесённые серебряным карандашом, становились коричневыми. Существовал и «свинцовый карандаш», который оставлял неброский, но чёткий след, и его часто использовали для подготовительных набросков портретов. Для рисунков, выполненных серебряным и свинцовым карандашами, характерна тонкая штриховая манера. Подобными карандашами пользовался, например, Дюрер.
Известен также так называемый итальянский карандаш, который появился в XIV веке. Он представлял собой стержень из глинистого чёрного сланца. Затем его стали изготавливать из порошка жжёной кости, скреплённого растительным клеем. Этот инструмент позволял создавать интенсивную и насыщенную линию. Художники и сейчас иногда применяют серебряные, свинцовые и итальянские карандаши, когда им нужно добиться определённого эффекта.
Графитные карандаши известны с XVI века. Мощная буря, прошедшая по Англии в местности Камберленд, вывернула с корнями деревья, и тогда местные пастухи обнаружили в обнажившейся земле под вывернутыми корнями некую тёмную массу, которую они посчитали углём, однако поджечь её не удалось. Из-за цвета, схожего с цветом свинца, месторождение приняли за залежи этого металла, но и для изготовления пуль новый материал оказался непригоден. Тогда, после разных проб, они поняли, что эта масса оставляет хорошие следы на предметах, и воспользовались этим, чтобы метить своих овец. В дальнейшем они начали производить из него тонкие заострённые на конце палочки и использовали их для рисования. Эти палочки были мягкими, пачкали руки и подходили только для рисования, но не для письма.
В XVII веке графит продавали обычно на улицах. Художники, чтобы было удобнее и палочка не была такой мягкой, зажимали эти графитовые «карандаши» между кусочками дерева или веточками, оборачивали их в бумагу или обвязывали бечёвкой.
Первый документ, в котором упоминается деревянный карандаш, датирован 1683 годом. В Германии производство графитных карандашей началось в Штайне под Нюрнбергом в 1719 году. Немцы, смешивая графит с серой и клеем, получили стержень не такого высокого качества, но по более низкой цене. В 1758 году в Штайне обосновался столяр Каспар Фабер, открывший в 1761 году небольшую мастерскую по производству карандашей, что послужило началом истории фирмы, ныне известной как Faber-Castell.
В 1789 году учёный Карл Вильгельм Шееле доказал, что графит является материалом из углерода. Он же и дал нынешнее название материалу — графит (от др.-греч. γράφω — пишу). Поскольку графит в конце XVIII века использовался для стратегических целей, например для производства тигля для пушечных ядер, английский парламент ввёл строжайший запрет на вывоз драгоценного графита из Камберленда. Цены на графит в континентальной Европе резко возросли, так как на тот момент лишь графит из Камберленда считался пригодным для письма. В 1790 году венский мастер Йозеф Хардмут смешал пыль графита с глиной и водой и обжёг эту смесь в печи. В зависимости от количества глины в смеси он смог получить материал различной твёрдости. В том же году Йозеф Хардмут основал предприятие по выпуску карандашей Koh-i-Noor Hardtmuth, названное в честь алмаза «Кохинур» (перс. کوہ نور‎ — «Гора света»). Его внук Фридрих фон Хардмут усовершенствовал рецептуру смеси и в 1889 году смог производить стержни с 17 различными степенями твёрдости.
Независимо от Хартмута, в 1795 году французский учёный и изобретатель Никола Жак Конте получил подобным методом стержень из пыли графита. Хартмут и Конте являются в равной степени прародителями современного карандашного стержня. До середины XIX века эта технология получила широкое распространение по всей Европе, что привело к возникновению таких нюрнбергских известных карандашных фабрик, как Staedtler, Faber-Castell, Lyra и Schwan-Stabilo. Шестигранную форму корпуса карандаша, сегодня считающуюся стандартом для всей индустрии, предложил в 1851 году Лотар фон Фабер, владелец фабрики AW Faber, заметив, что карандаши круглого сечения часто скатываются с наклонных поверхностей для письма.
В современных грифелях используются полимеры, которые позволяют добиваться нужного сочетания прочности и эластичности, дают возможность изготавливать очень тонкие грифели для механических карандашей (до 0,2 мм).
Почти две трети материала, составляющего простой карандаш, уходит в отходы при его заточке. Это натолкнуло американца Алонсо Таунсенда Кросса на создание в 1869 году механического карандаша. Графитный стержень размещался в металлической трубке и мог по необходимости выдвигаться на соответствующую длину. Это изобретение повлияло на развитие целой группы товаров, использующихся сегодня повсеместно. Самой простой конструкцией является цанговый механический карандаш с грифелем 2 мм, где стержень удерживается металлическими прижимами — цангами. Отжимаются цанги при нажатии кнопки на конце карандаша, что позволяет пользователю выдвинуть грифель на регулируемую длину. Современные механические карандаши более совершенны — при каждом нажатии кнопки происходит автоматическая подача небольшого участка грифеля однонаправленным толкателем, он же вместо цанг придерживает грифель. Такие карандаши не нужно затачивать, они снабжены встроенным (как правило, под кнопкой подачи грифеля) ластиком и имеют различную фиксированную толщину линии (0,2 мм, 0,3 мм, 0,5 мм, 0,7 мм, 0,9 мм, 1 мм).
В XXI веке каждый год производится 15—20 млрд карандашей, для чего вырубается 60—80 тысяч деревьев.
Самый большой карандаш (размером 7,91 м и весом 446,36 кг), изготовленный в 2001 году, расположен в Деруэнтском музее карандаша (Великобритания).